# Еді Семеду
Еді Семеду (порт. Edi Semedo, нар. 1 червня 1999) — португальський футболіст, нападник польського клубу «Ягеллонія», в якому грає в орнді з кіпрського клубу «Аріс». Виступав також за низку португальських та закордонних клубів.

## Ігрова кар'єра
Еді Семеду народився 1999 року. Розпочав займатися футболом у юнацькій команді клубу «Мая», пізніше грав у юнацьких командах клубів «Бенфіка», «Ештуріл-Прая» та «Белененсеш САД». У 2020 році розпочав грати за основну команду клубу «Белененсеш САД», в якій виступав до 2021 року, після чого клуб віддав футболіста в піврічну оренду до клубу «Мафра».
У 2021 році Семеду перейшов до складу клубу «Пенафіел» на умовах постійного контракту, в якому грав до 2023 року. З 2023 до 2024 року португальський нападник грав у складі польської команди «Радом'як». У 2024 році футболіст перейшов до кіпрського клубу «Аріс». На початку 2025 року кіпрська команда віддала Семеду в оренду до польського клубу «Ягеллонія».

## Титули і досягнення
- Володар Суперкубка Польщі (1):

«Ягеллонія»: 2024